# Jixi
Pour les articles homonymes, voir Jixi (homonymie).
Jixi (chinois : 鸡西 ; pinyin : Jīxī) est une ville de la province du Heilongjiang, au nord-est de la Chine. Sa population est de 757 600 habitants.

## Accidents miniers à Jixi
- En juin 2002, 115 personnes ont trouvé la mort à la suite d'un problème dans le système de ventilation d'une exploitation minière[2].
- En février 2004, 24 personnes sont mortes dans une explosion dans la mine Baixing[3].
- Le 25 novembre 2006, 21 ouvriers sont morts et 6 autres portés disparus dans une explosion de la mine Yuanhua.
- Le 1er décembre 2006, 8 mineurs ont trouvé la mort dans une explosion d'une mine de l'entreprise Chengjin

## Subdivisions administratives
La ville-préfecture de Jixi exerce sa juridiction sur neuf subdivisions - six districts, deux villes-districts et un xian :
- le district de Jiguan - 鸡冠区 Jīguān Qū ;
- Le district de Hengshan - 恒山区 Héngshān Qū ;
- Le district de Didao - 滴道区 Dīdào Qū ;
- Le district de Lishu - 梨树区 Líshù Qū ;
- Le district de Chengzihe - 城子河区 Chéngzǐhé Qū ;
- Le district de Mashan - 麻山区 Máshān Qū ;
- La ville de Hulin - 虎林市 Hǔlín Shì ;
- La ville de Mishan - 密山市 Mìshān Shì ;
- Le xian de Jidong - 鸡东县 Jīdōng Xiàn.